# Kaj af Ekström
Kaj af Ekström (* 24. März 1899 in Forshaga; † 7. Februar 1943 in Stockholm) war ein schwedischer Eiskunstläufer, der im Einzellauf und im Paarlauf startete.
1924 wurde er schwedischer Meister in der Herrenkonkurrenz, nachdem er in den Jahren zuvor schon viermal auf dem Podium gestanden hatte. Seine einzige internationale Teilnahme im Einzellauf hatte er bei der Europameisterschaft 1923 in Oslo. Dort wurde er Vierter und Letzter.
Seine erste Eiskunstlaufpartnerin war Ragnvi Torslow. 1918 und 1919 wurden sie nationale Vizemeister und 1920 schließlich schwedische Meister im Paarlauf. Ab 1921 startete Ekström dann an der Seite von Elna Henrikson. Sie wurden prompt schwedische Meister. Dies gelang ihnen erneut in den Jahren 1923 und 1924. 1922 wurden sie Vizemeister. Mit Henrikson nahm er an zwei Weltmeisterschaften teil. 1923 in Kristiania gewann das Paar die Bronzemedaille hinter den für Finnland startenden Ludowika Jakobsson und Walter Jakobsson und den Norwegern Alexia Bryn und Yngvar Bryn. Bei der Weltmeisterschaft 1924 in Manchester gewannen Ekström und Henrikson erneut Bronze, diesmal hinter den Österreichern Helene Engelmann und Alfred Berger und den Briten Ethel Muckelt und John Page.

## Ergebnisse

### Einzellauf
| Wettbewerb / Jahr           | 1920 | 1921 | 1922 | 1923 | 1924 |
| --------------------------- | ---- | ---- | ---- | ---- | ---- |
| Europameisterschaften       |      |      |      | 4.   |      |
| Schwedische Meisterschaften | 3.   | 2.   | 3.   | 3.   | 1.   |

### Paarlauf
(mit Elna Henrikson)
| Wettbewerb / Jahr           | 1918 | 1919 | 1920 | 1921 | 1922 | 1923 | 1924 |
| --------------------------- | ---- | ---- | ---- | ---- | ---- | ---- | ---- |
| Weltmeisterschaften         |      |      |      |      |      | 3.   | 3.   |
| Schwedische Meisterschaften | 2.*  | 2.*  | 1.*  | 1.   | 2.   | 1.   | 1.   |

* mit Ragnvi Torslow